# Haus zum Römer

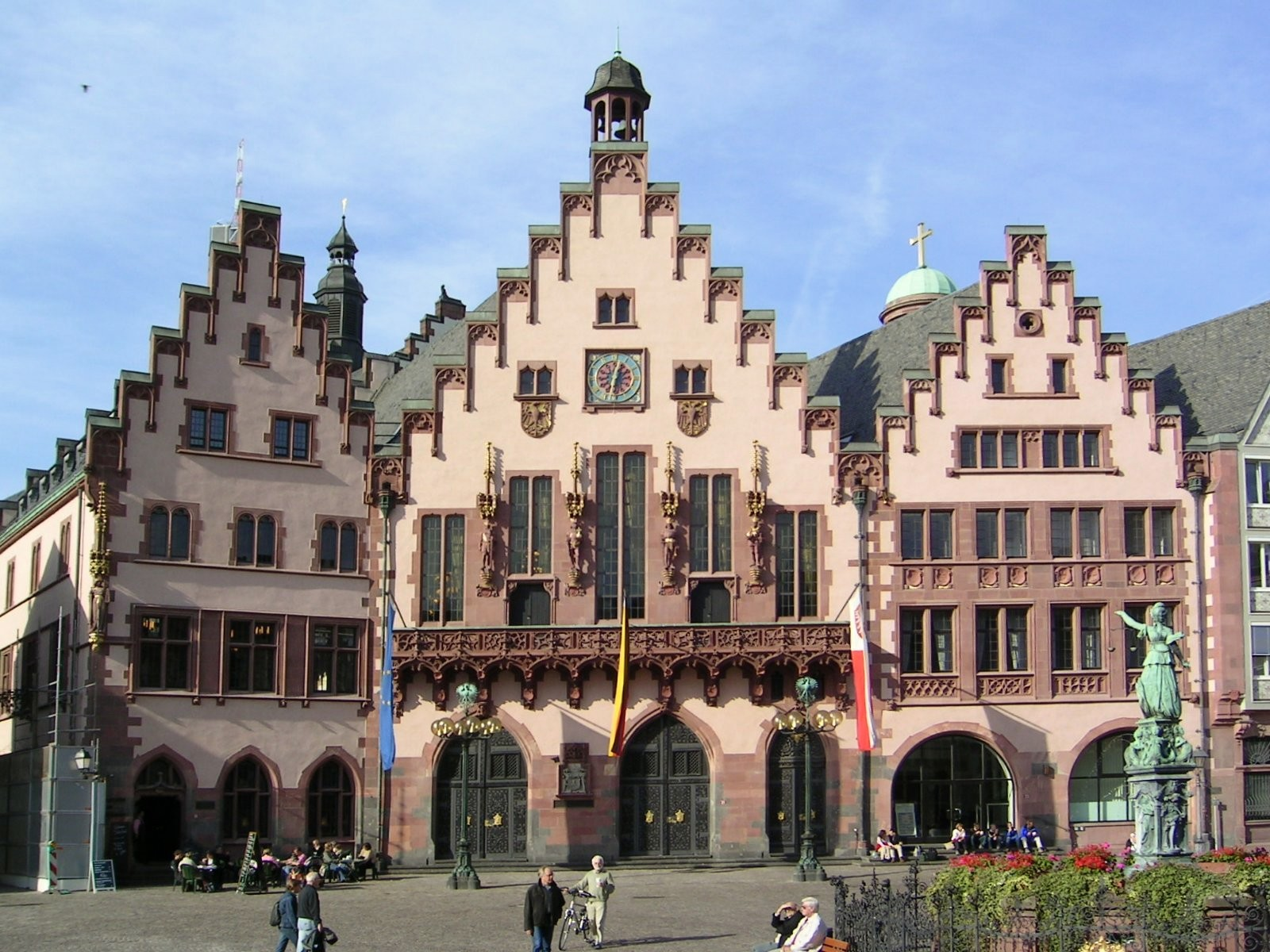
Ostfassade mit dem Haus zum Römer, Gegenwart

Das Haus zum Römer, auch nur Römer, ist das namensgebende mittlere Haus der Dreigiebelfassade des Frankfurter Rathauskomplexes. Es fand seine erste Erwähnung 1322 und wurde 1405 von der Stadt gekauft. Vermutlich im frühen 14. Jahrhundert erbaut, ist es architektonisch trotz massiver äußerer und innerer Umbauten in den mehr als 700 Jahren nach seiner Errichtung immer noch ein Vertreter des klassischen gotischen Patrizierbaus.

## Geschichte bis zum Stadterwerb
Die erste Erwähnung des Römers findet sich in einer Urkunde vom 30. September 1322. Demnach schenkte der Patrizier Wigel Frosch seiner Frau Gisela seine Wohnhäuser zum Römer und zum Goldenen Frosch für den Fall, dass er vor ihr sterben würde, ohne aus der Ehe mit ihr Kinder hinterlassen zu haben. Wörtlich heißt es in der auf dasselbe Jahr datierten Liebfrauen-Urkunde 391, er vermache der Gattin „sin geseze, da he inne wonet, daz da heizett der Romer und der Gulden Frois, und allis daz geseze und wonunge, daz dar zu gehoret“. Frosch war der Schwiegersohn des durch wesentlichen Anteil an der Stiftung der Liebfrauenkirche ausgezeichneten Wigel von Wanebach.
1324 starb Wigel Frosch auf der Wallfahrt nach Santiago de Compostela, und entsprechend gelangte seine Frau in den Besitz der beiden Häuser. Der Wert ihres für die Zeit wohl gewaltigen Vermögens und dessen ihrer Mutter Katharina von Wanebach kann daran abgeschätzt werden, dass beide 1325 unter Aufwendung desselben wesentlich zur Gründung des Liebfrauen-Stiftes beitrugen.
Nur wenig später, am 4. Februar 1326 starb Gisela Frosch, womit beide Häuser an ihre Mutter Katharina von Wanebach fielen. Noch zu Lebzeiten verkaufte sie das Haus zum Römer, das infolgedessen architektonisch vom Goldenen Frosch getrennt wurde. Katharina starb am 9. August 1335.
Erst in einer Urkunde vom 6. Februar 1350 findet der Römer nun wieder Erwähnung. Demnach verglich sich sein damaliger Besitzer, Hartmud zum Römer, mit dem Eigentümer des nördlich anstoßenden Hauses Löwenstein, Konrad zu Löwenstein. Dabei ging es um bestimmte Fenster im Römer, welche in Richtung des Hauses Löwenstein zeigten. Hartmud und seine Gattin starben 1363 und 1372, womit das Haus an ihren Sohn Gottfried fiel. Er wird in historischen Dokumenten mal als Gottfried von Hanau, mal als Gottfried zum Römer erwähnt.
Am 30. November 1380 verkauften Gottfried und ein Enkel Hartmuds die beiden Häuser zum Römer und zum Goldenen Schwan für 2.570 Gulden an Konrad Kölner und dessen Gattin Metze. In dieser Urkunde taucht erstmals der neue Name für das bisherige Haus zum Goldenen Frosch auf und wird anschließend auch beibehalten. Nach der Urkunde waren beide Gebäude zu diesem Zeitpunkt auch baulich wieder miteinander vereint worden.
1399 ist ein Gerichtsstreit dokumentiert, der sich um eine Mauer zwischen dem Römer und dem südlich anstoßenden Haus Laderam (im Besitz der  Hartrad, heute Haus Alt-Limpurg) drehte. Diese beanspruchten die damaligen Besitzer des Römers, Konz und Heinz zum Römer ganz für sich. Das Schöffengericht sprach beiden Hausparteien je die Hälfte des Besitzes an der Mauer zu. Konz und Heinz zum Römer waren die Söhne des 1390 verstorbenen Konrad Kölner, die sich mittlerweile nach ihrem Besitz nannten.
Ende des 14. Jahrhunderts war das Haus zum Römer noch kein öffentliches Gebäude, aber schon Dreh- und Angelpunkt wichtiger stadtpolitischer Entscheidungen. Seit 1357 war dies der Versammlungsort der Stubengesellschaft Zum Römer. 1388 tagten hier mehrfach die sieben Kriegsdeputierten der Römer-Gesellschaft, und zumindest einmal ist ein Essen des Stadtrates im Gebäude dokumentiert. Am 7. Oktober 1400 verhandelte hier der Rat der Stadt mit Vertretern der Gemeinde, ob man den neugewählten König Ruprecht in die Stadt einlassen sollte. Die Vertreter der Gemeinde waren allesamt Patrizier, namentlich der Gesellschaften Zum Römer und Zum Salzhaus.
Mit dem Kauf des Hauses zum Römer zusammen mit dem angrenzenden Goldenen Schwan durch die Stadt am 11. März 1405 endet seine Geschichte als alleinstehendes Gebäude. Maßgeblich für den günstigen Gesamtkaufpreis von nur 800 Gulden, der sogar niedriger ausfiel als der Preis von 1380, war wohl der hohe Schuldenstand von Konz zum Römer, des ältesten und somit entscheidungsführenden Bruders.
Der Name des Hauses überkam schnell als Bezeichnung für den gesamten Rathauskomplex, der nach und nach aus elf Häusern verschiedener Bautypen zusammengesetzt wurde, und hat sich bis in die Gegenwart erhalten. Er rührt sicher nicht, wie oft angeführt, von einer hier einst wohnenden Familie zum Römer her. Dem mittelalterlichen Namensrecht folgend, das noch keine Familiennamen im modernen Sinne kannte, benannten sich ohnehin Familien verschiedener Herkunft nach ihrem Besitz zum Römer. Wahrscheinlicher ist, dass der Name von den hier von jeher während der Frankfurter Messe logierenden italienischen Kaufleuten stammt, die der mittelalterliche Volksmund Römer nannte. Möglicherweise war dies eine gedankliche Verbindung der selbstbewussten Patrizier zwischen der Stadt des Kaisers und der Stadt des Papstes, den mittelalterlichen Repräsentanten der weltlichen und geistlichen Macht. Für diese Interpretation spricht auch der damalige Name des Nachbarhauses Laderam, der eine Verballhornung von Lateran ist, dem mittelalterlichen Wohnsitz des Papstes.